# حسن سرا (رودسر)
حسن سرا ، روستایی از توابع بخش مرکزی شهرستان رودسر در استان گیلان ایران است.